# Nina Södergren
Nina Viveka Södergren, född Benckert 3 november 1924 i Annedals församling i Göteborg, död 23 oktober 2015, var en svensk poet och journalist, verksam i bland annat Göteborgs Handels- och Sjöfartstidning. Hon var dotter till Henric Benckert och Astrid, född Fock, och gift med Sigfrid Södergren. Vid tiden för sin död var Södergren bosatt i Kalmar och på Öland.

## Författarskap
Nina Södergren debuterade med diktsamlingen Lust och fägring. Ölandsdikter 1973. Den sista är Högt ärade trana: nya dikter och urval av tidigare poesi (2012). Hon medverkade sporadiskt även i Ölandsbladet och i författararrangemang över hela landet.
1994 var Nina Södergren en av poeterna i SL:s projekt ”Poesi på väg” med dikten ”Kärleken överraskade mig”. Hon fick även pris av bland annat Samfundet de nio och Svenska Akademien. 
Nina Södergrens poesi avhandlades i examensarbete vid Bibliotekshögskolan i Borås 1987: Nina Södergren – senvitalist: presentation av fyra diktsamlingar av Jeanna Qvarnström.  
Kandidatuppsatsen i estetik Birdpoetic Worlds: Sensing the more-than-human worlds through Nina Södergren’s bird poems lades fram av Jessica Sunnebo 2023 vid Södertörns högskola. Uppsatsen utforskar Södergrens poesi ur en ekokritisk och animistisk lins.